# Associação Nepalesa de Voleibol
A Associação Nepalesa de Voleibol  (em inglêsːNepal Volleyball Association, emːnepalêsːनेपाल वॉलीबल एसोसिएशन, NVA) é  uma organização fundada em 1980 que governa a pratica de voleibol no Nepal, sendo membro da Federação Internacional de Voleibol e da Confederação Asiática de Voleibol, a entidade é responsável por  organizar  os campeonatos nacionais de  voleibol masculino e feminino no país.